# Jürgen Voß (Boxer)
Jürgen Voß (* 24. September 1941 in Lübeck) ist ein ehemaliger deutscher Boxer. Er war deutscher Meister im Amateur- und Berufsboxen.

## Leben
Im Amateurbereich gehörte er dem BC 59 Travemünde an und gewann elf schleswig-holsteinische Landesmeistertitel. 1967 und 1969 war er deutscher Amateurmeister in der Gewichtsklasse bis 63,5 Kilogramm sowie 1968 und 1971 deutscher Vizemeister. 1971 wurde ihm vom Schleswig-Holsteinischen Amateurboxverband mit dem „Goldenen Ehrenring“ die höchste Verbandsauszeichnung verliehen. Der beruflich als Maurer tätige Voß boxte als Amateur zeitweise auch für die TS Kaltenkirchen.
Ende Juni 1973 stand Voß erstmals als Berufsboxer im Ring, sein Einstand endete mit einem Punktsieg. Voß ging mit einer Kampfbilanz von sieben Siegen und einem Unentschieden in seinen ersten Titelkampf: Anfang Juni 1974 bezwang er in der Lübecker Hansehalle Klaus Steinmetz und wurde dadurch deutscher Meister im Weltergewicht. „Mit einer Linken, die man am besten in die Kategorie ‚mörderisch‘ einstuft, holte der Linksausleger den Berliner Steinmetz weit über die Zeit von den Beinen“, meldete das Hamburger Abendblatt. Im November 1974 boxte er in Bern gegen den Schweizer Max Hebeisen und verlor erstmals in seiner Laufbahn als Berufsboxer.
Seinen deutschen Meistertitel musste Voß im Januar 1975 abgeben, als er in Hamburg Horst Brinkmeier unterlag. Die Entscheidung des Kampfabbruchs zum Nachteil von Voß war umstritten, da er zuvor bei einem Kopfstoß Brinkmeiers eine Risswunde an der Augenbraue erlitten hatte. Ende Oktober 1975 kam es zum Rückkampf Voß gegen Brinkmeier. Dieser endete mit einem Unentschieden, das das Hamburger Abendblatt als „schmeichelhaft“ für Brinkmeier einstufte, der damit deutscher Meister blieb.
Im August 1976 forderte Voß im Alter von 35 Jahren den mit 18 Jahren deutlich jüngeren deutschen Weltergewichtsmeister Jörg Eipel heraus und verlor den in Timmendorfer Strand ausgetragenen Kampf. Im Dezember 1978 wurde Voß noch einmal deutscher Meister. Im Kampf um den vakanten Titel im Weltergewicht bezwang er in Lübeck Alfred Fries nach Punkten. Voß bestritt anschließend noch einen Kampf als Berufsboxer, den er im Juli 1979 in Spanien gegen José Luis Pacheco verlor.